# Grégory Gaultier
Pour les articles homonymes, voir Gaultier.
Grégory Gaultier, né le 23 décembre 1982 à Épinal, est un joueur professionnel de squash représentant la France. En octobre 2009, il devient le deuxième français à devenir numéro un mondial après Thierry Lincou. Au cours de sa carrière, il a remporté de nombreux tournois dont l'Open britannique en 2007, 2014 et en 2017. Après quatre finales de championnat du monde perdues (2006, 2007, 2011 et 2013), il décroche le titre mondial en 2015. Il a également remporté neuf titres de champion d'Europe en individuel. Il se retire du circuit professionnel en octobre 2021,.

## Premières années
Grégory Gaultier commence le squash à l'âge de 4 ans, dans le club de sa mère à Audincourt dans le Doubs. Il effectue une partie de sa scolarité au collège Jean-Paul Guyot à Mandeure dans le Pays de Montbéliard. Il a 9 ans lorsqu'il est remarqué par André Delhoste, l'entraîneur de l'équipe de France. À 13 ans il est déjà champion catégorie adulte de la ligue Grand-Est. En classe de 3e il rejoint le pôle sport d'Aix-en-Provence. Il obtient un bac STT et un brevet d'État d'éducateur sportif deuxième degré. il évolue entre le CREPS du Pont de l’Arc et au Set squash Aix, à Aix-en-Provence

## Parcours junior
En octobre 1998 il remporte l'Open d'Espagne junior et en novembre l'Open de Belgique junior en catégorie moins de 19 ans. En janvier 1999 il est vainqueur du British Junior Open dans la catégorie des moins de 17 ans. Le mois suivant il remporte à Parme l'Open d'Italie junior en moins de 19 ans. Il remporte ensuite le championnat de Hollande et d'Allemagne junior. En décembre Grégory Gaultier pour sa première apparition au British Open junior en catégorie moins de 19 ans - il a alors 17 ans - parvient en demi-finale mais échoue face à Karim Darwish. En février 2000 Grégory Gaultier remporte l'Open de France junior. Il s'impose également en 2000 au British Open en catégorie moins de 19 ans face à James Willstrop. En avril 2000 Grégory s'impose comme le nouveau champion d'Europe junior à Brême en Allemagne encore face à James Willstrop. En juin de la même année il est vice-champion du monde junior, laissant le titre à Karim Darwish déjà classé à l'époque 50e PSA.
Il entre au classement PSA en novembre 1999 classé 283e.

## Débuts en PSA
En mars Grégory Gaultier arrive en seizième de finale des championnats du monde de Genève, en Suisse. En juillet, septembre et octobre, il ne passe pas les huitièmes de finale de l'Open Pelayo de Barcelone en Espagne, de l'Open de Rennes en France et de l'Open Prince à Tenerife dans les îles Canaries. En novembre il parvient en finale du Alcatraz International de Renens en Suisse.
Alors classé 116e en décembre 2000, Grégory Gaultier participe à peu de tournois en 2001 mais assure de très bons résultats. En février il parvient en demi-finale de l'Open Codemer en Belgique à Bruxelles. Il faut attendre juillet pour qu'il réapparaisse sur un tournoi PSA. Il est demi-finaliste à l'Open Squashworks à Salt Lake City aux États-Unis et fait le même résultat aux championnats James Baker Associates à Oklahoma, également aux États-Unis. En septembre il remporte le championnat de Barcelone en Espagne. Il conclut l'année par une victoire à l'Open Dunlop & V.D.Walke à Prague en République tchèque.
En janvier 2002, Grégory Gaultier participe à l'Open de Suède à Linköping en Suède et se hisse jusqu'au quart de finale. En février il remporte l'Open de Dayton aux États-Unis. Un mois plus tard, il parvient en finale du Windy City Open de Chicago aux États-Unis. En juillet il est quart-de-finaliste du Squashworks Open à Salt Lake City, également aux États-Unis. En septembre, il est vainqueur dans son pays des Internationaux de France. Un mois plus tard en octobre il remporte le Betteridge Trophy à Mamaroneck aux États-Unis. En novembre il s'arrête aux seizièmes de finale du Qatar Classic à Doha au Qatar. Grégory Gaultier conclut l'année dans les seizièmes de finale des championnats du monde à Anvers en Belgique. Il a bondi de la 54e place en janvier au classement mondial à la 25e place en fin d'année
En début d'année 2003, Grégory Gaultier atteint les quarts de finale du tournoi Marsh-MacLeannan & co Apawamis à New York aux États-Unis. En février il ne franchit pas les huitièmes de finale du Tournament of Champions, également à New-York. Il parvient en finale du Windy City Open à Chicago, aux États-Unis en mars et atteint les huitièmes de finale lors des Masters en mai à Doha, au Qatar.
Grégory Gaultier remporte en août le CAS International à Peshawar au Pakistan et en septembre le CNS International à Karachi également au Pakistan. En novembre il participe au West Edmonton Mall Canadian Open à Edmonton au Canada. Le dernier mois de l'année il est en seizième de finale du Qatar Classic à Doha et parvient en huitième de finale du championnat du monde également au Qatar. À la fin de cette année, Grégory Gaultier entre dans le club très fermé des dix meilleurs joueurs mondiaux.

## Le Top 10

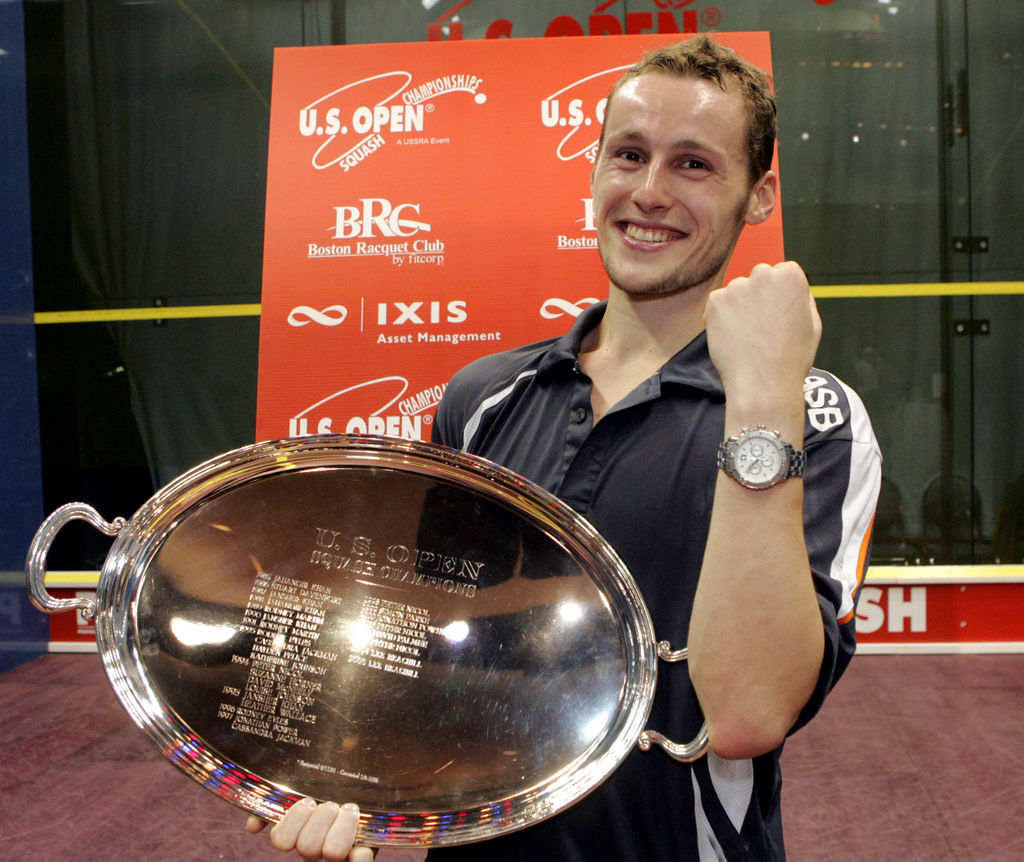
Grégory Gaultier à l'US Open 2006

En janvier 2004 il parvient à être demi-finaliste à l'Open du Sheikha Al Saad au Koweït. Il est finaliste lors du Windy City Open de Chicago aux États-Unis en avril. En septembre de la même année, Grégory Gaultier devient champion d'Europe individuel à Bratislava en Slovaquie. Il atteint ensuite les huitièmes de finale du Cathy Pacific Squash Open à Hong Kong. Il parvient en finale du Nissan Hungarian Open en Hongrie et il s'impose à l'Open Volvo Motor City de Détroit aux États-Unis en octobre. Le mois de novembre le voit parvenir au quart de finale du British Open à Nottingham en Angleterre. En décembre il atteint les huitièmes de finale au championnat du monde qui se déroule au Qatar et parvient en quart de finale au Pakistan. Il est classé dixième en fin d'année.
En avril 2005 il parvient en 8e de finale du Virtual Spectator Bermuda Masters aux Bermudes. Il conserve son titre de champion d'Europe en individuel à Prague en juin. En juillet il parvient en demi-finale de l'Open du Pakistan à Karachi. En octobre il est finaliste au Hungarian Open à Budapest et parvient également en huitième de finale lors du British Open de Manchester. Pendant le mois de novembre il parvient en quart de finale Qatar Classic de Doha et en huitième de finale du championnat du monde de Hong Kong. En décembre il est en huitième de finale au Saudi International en Arabie saoudite. Grégory Gaultier confirme sa place de champion européen à Prague, en République tchèque. Il finit l'année étant classé onzième joueur mondial.
En 2006 le classement de Grégory va radicalement évoluer à la suite de très bons résultats. En janvier Il arrive en demi-finale des Canadian Classics à Toronto au Canada mais perd face à Jonathon Power. Il échoue également en huitième de finale au Windy City Open de Chicago aux États-Unis. Au niveau national, il remporte le championnat de France contre Thierry Lincou en février. Le même mois il arrive en demi-finale du Tournament of Champions à New York. Lors des Masters aux Bermudes en avril il parvient en demi-finale mais perd face à Peter Nicol. En mai il échoue au quart de finale du Liverpool Open. En septembre il conquiert le titre de vice-champion du monde au championnat du monde en Égypte, au Caire. Il échoue en finale face à l'Australien David Palmer au cours d'un match en cinq jeux où il perd après avoir eu cinq balles de match. En octobre il s'impose à l'Open de Hongrie à Budapest mais se blesse légèrement pendant son quart de finale au Hong Kong Open face à Shabana. En novembre il est finaliste de l'Open du Pakistan au Pakistan et le même mois remporte l'US Open de Boston aux États-Unis. En décembre il est finaliste au Saudi International à Khobar en Arabie saoudite. Il entre dans le top 5 des meilleurs joueurs mondiaux en novembre.

## Le Top 5
En janvier 2007 il est sorti par Anthony Ricketts du quart de finale du Canadian Classics à Toronto au Canada. En février il affronte Thierry Lincou en finale du championnat de France du Havre mais ce dernier l'emporte. Lors du Windy City Open de Chicago, aux États-Unis il parvient jusqu'en quart de finale mais échoue face à John White. Il est victime d'une petite fracture à la malléole lors de l'Open du Koweït en avril. Le mois de juin voit Grégory Gaultier remporter son quatrième titre de champion d'Europe à Royan en France. De fin juin à mi-août, il part en stage d'entraînement en haute altitude, à Tignes. En août il perd face à Ramy Ashour en finale des Super Series Finals à Manchester en Angleterre. Il se hisse ensuite jusqu'à la demi-finale du Prince English Grand Prix à Birmingham en septembre mais est battu par Thierry Lincou. En octobre 2007, après une défaite en quart de finale de l'US Open face à James Willstrop, il remporte le British Open encore à Manchester dans une finale franco-française l'opposant de nouveau à Thierry Lincou. Il est battu par Amr Shabana en finale de l'Open de Hong Kong en novembre. En décembre il parvient encore en finale des championnats du monde aux Bermudes mais échoue une nouvelle fois face à Shabana. En décembre il obtient également une médaille de bronze lors des championnats européens par équipe en Inde. Il finit l'année à la quatrième place du classement mondial.
Début 2008, il est au Tournament of Champions à New-York (qui présente la particularité de se jouer dans le hall de Grand Central Terminal, la gare centrale de Manhattan) mais perd en demi-finale face à James Willstrop. Il parvient jusqu'en finale du championnat de Davenport mais est battu de nouveau par James Willstrop en cinq jeux. En mars il ne passe pas les huitièmes de finale des Iss Wharf Classic. En avril, Grégory Gaultier participe à l'Open du Koweït mais est contraint à l'abandon en demi-finale à la suite d'une chute qui l'empêche de continuer face à Amr Shabana. Il participe également aux championnats d'Europe par équipes à Amsterdam et obtient une médaille d'argent. En mai, il participe au Dunlop British Open mais s'arrête en quart de finale face à Karim Darwish. Le même mois il est aux Super Series Finals à Londres, dont il sort vainqueur face à Amr Shabana en trois jeux. Un mois plus tard, Grégory Gaultier s'impose encore une fois à Bratislava face à son compatriote Thierry Lincou pour sa cinquième victoire consécutive aux championnats européens. Fin septembre il s'impose pendant les Internationaux de France à Paris face à l'Espagnol Borja Golan en quatre jeux. Au mois d'octobre il participe aux championnats du monde à Manchester mais s'arrête aux huitièmes de finale. Il est également présent au Qatar Classic mais est stoppé en quart de finale par Karim Darwish. En novembre, Grégory Gaultier parvient en finale de l'Open Cathay Pacific de Hong Kong mais échoue face à Amr Shabana. Le même mois il remporte l'Open Squash de Macao face à Karim Darwish en trois jeux. En décembre il parvient en finale des Internationaux d'Arabie saoudite mais échoue face à Karim Darwish.
Son premier rendez-vous de l'année 2009 est le Tournament of Champions à New-York. Après avoir battu David Palmer en quart de finale puis Karim Darwish en demi-finale, il affronte l'Anglais Nick Matthew en finale et sort vainqueur de la confrontation en quatre jeux. Aux championnats de France à La Ciotat, il est en finale mais échoue face à Thierry Lincou en cinq jeux. Au tournoi de Davenport aux États-Unis, après avoir remporté son quart de finale contre l'Égyptien Wael El Hindi, il échoue face à Nick Matthew en demi-finale. Au classement PSA de mars 2009 il est classé 3e. Mi-mars, Grégory Gaultier affronte les meilleurs joueurs du monde aux Super Series finales à Londres. En huitième de finale il sort David Palmer puis en quart de finale Wael El Hindi. Il élimine Karim Darwish en demi-finale pour affronter en finale son compatriote Thierry Lincou qui est à son tour défait en quatre jeux. Lors de cette finale, Gaultier se blesse légèrement aux muscles ischio-jambiers. Grégory Gaultier est présent au ISS Canary Wharf Squash Classic, également à Londres. Il bat Peter Barker en quart de finale et affronte David Palmer en demi-finale contre lequel il perd en cinq jeux. Il est présent aux internationaux d'Hurghada en Égypte fin mars. Après s'être imposé face à l'Égyptien Farhan Mehboob dans un quart de finale regroupant les sept premiers joueurs PSA de mars, Grégory Gaultier affronte en demi-finale Karim Darwish, premier du classement. Il s'impose en quatre de jeux et accède à la finale ce 4 avril au cours de laquelle il affrontera Rami Ashour, qu'il n'a pas rencontré depuis octobre 2007. Ce dernier s'impose en quatre jeux. Grégory Gaultier participe également aux championnats européens de squash de Herentals en Belgique fin mai. Il est présent aux championnats européens en individuel pour défendre sa série de titres en cours à Herentals du 27 au 30 mai. Thierry Lincou ayant réussi à se défaire de Nick Matthew en demi-finale, les deux Français s'affrontent en finale dans un match qui tourne à l'avantage de Lincou. Grégory Gaultier abandonne la rencontre à la suite d'une contracture ressentie à la jambe. Cette défaite met fin à sa série de cinq titres européens en individuel.
Finaliste du tournoi de Hong Kong en octobre, Grégory Gaultier occupe la première place du classement mondial PSA de novembre 2009.
En mai 2011, il remporte un 6e titre de champion d'Europe en battant en finale Thierry Lincou en quatre jeux.
Fin 2013 à Manchester, Grégory Gaultier, alors numéro 2 mondial, dispute sa quatrième finale des Championnats du monde de squash (après 2006, 2007 et 2011) contre Nick Matthew, numéro 4 mondial. Malgré le fait d'avoir battu l'Anglais à six reprises lors de leurs huit dernières confrontations, Gautier s'incline pour la quatrième fois dans une finale mondiale sur le score de 9-11, 9-11, 13-11, 11-7, 2-11.
En 2014, il est de nouveau numéro 1 mondial, ex æquo avec le Britannique Nick Matthew de février à avril, puis seul en tête du classement d'avril à octobre.

## La consécration mondiale
En 2015, il remporte avec l'équipe de France pour la première fois de son histoire le Championnats d'Europe par équipes puis pour la 3e fois l'US Open. Sur sa lancée, il remporte l'US Open en battant Omar Mosaad en finale.
Il devient champion du monde en novembre 2015, battant en finale l'Égyptien Omar Mosaad, qu'il avait déjà battu sept fois en autant de confrontations, sur le score de trois jeux à zéro (11-6, 11-7, 12-10). Après un premier jeu maîtrisé, il remonte un déficit de quatre points à 3-7 pour empocher le deuxième jeu. Dans le troisième, Gaultier est malmené par un Mosaad en regain de forme et, mené 7-3 puis 10-8, doit défendre deux balles de jeu. Ces deux balles sont sauvées et Gaultier marque les deux points suivants, dans le tie-break, pour remporter le titre. Cette victoire lui assure de retrouver la première place mondiale.
En novembre 2016, il se blesse gravement à la cheville au Championnat du monde et se voit obligé de déclarer forfait pour la demi-finale et le reste de la saison.
Le début de saison 2017 est tonitruant avec une finale au Tournament of Champions, puis victoire au Open de Suède, au Windy City Open et au British Open. Cette série de bons résultats lui permettent de retrouver logiquement la place de no 1 mondial devenant le no 1 mondial le plus âgé de l'histoire du squash. Il confirme au tournoi El Gouna International en battant le champion du monde Karim Abdel Gawad en finale puis au tournoi Grasshopper Cup de Zurich et au tournoi Bellevue Squash Classic portant sa série victorieuse à six tournois et 27 matchs.

## Palmarès

### Titres
- Championnats du monde : 2015
- British Open : 3 titres (2007, 2014, 2017)
- El Gouna International : 2017
- US Open : 3 titres (2006, 2013, 2015)
- Qatar Classic : 2011
- Grasshopper Cup : 2 titres (2015, 2017)
- Open de Suède : 3 titres (2012, 2013, 2017)
- Open de Chine : 2015
- Windy City Open : 2 titres (2014, 2017)
- Netsuite Open : 3 titres (2012, 2014, 2016)
- Abierto Mexicano de Raquetas : 2 titres (2012, 2013)
- Heliopolis Open : 2010
- Open de Macao : 2008
- Open de Hongrie : 2006
- Motor City Open : 2004
- Championnats d'Europe : 9 titres (2004-2008, 2011, 2013-2015)
- Championnat de France : 6 titres (2004, 2006, 2010-2013)

### Finales
- Championnats du monde : 4 finales (2006, 2007, 2011, 2013)
- British Open : 2 finales (2013, 2015)
- El Gouna International : 2016
- US Open : 2012
- Open de Hong Kong : 5 finales (2007, 2008, 2009, 2010, 2014)
- Qatar Classic : 2 finales (2007, 2015)
- Grasshopper Cup : 2016
- Open de Chine : 2016
- Open de Suède : 2015
- Netsuite Open : 2013
- Canary Wharf Squash Classic : 2010
- Hurghada International : 2009
- Virginia Pro Championships : 2008
- Open de Hongrie : 2 finales (2004, 2005)
- Windy City Open : 3 finales (2002, 2003, 2004)
- champion d'Europe :4 finales (2009, 2010, 2016, 2017)

## Décorations
- Chevalier de l'ordre national du Mérite le 20 juin 2022[16]